# 民生街道 (南宁市)
民生街道，是中华人民共和国广西壮族自治区南宁市兴宁区下辖的一个乡镇级行政单位。

## 行政区划
民生街道下辖以下地区：
新华社区、兴宁社区、北宁社区、高峰社区、人民中社区、人民北一里社区、人民北二里社区、人民东社区、区交通厅三大院社区、望仙坡社区、金牛桥社区、长堽西社区、燕子岭社区、长堽东社区和官桥村。